# Иващенко, Юрий Васильевич
Ю́рий Васи́льевич Ива́щенко (4 февраля 1930, Ромны — 10 сентября 2013) — советский и украинский историк, кандидат исторических наук, профессор, ректор Запорожского педагогического (1979—1984) и Тернопольского педагогического (1984—1990) институтов.

## Биография
Окончил среднюю школу с золотой медалью. В 1946—1954 годы — военнослужащий автомобильного офицерского училища в г. Ромны.
В 1956—1961 годы — секретарь комитета комсомола треста «Запорожстрой», с 1959 — секретарь Запорожского городского комитета комсомола. Одновременно заочно учился на историческом факультете Ростовского университета, который окончил в 1963 году.
В 1960—1963 годы — секретарь парткома треста «Запорожстрой». В 1963—1964 годы работал директором школы рабочей молодёжи. В 1964—1967 годы заведовал отделом в горкоме партии, в 1967—1979 — заместитель заведующего отделом пропаганды и агитации Запорожского обкома партии.
В 1979—1984 годы — ректор Запорожского педагогического института; в эти годы была создана материальная и научная база для преобразования института в государственный университет. С 1984 по 1990 год — ректор Тернопольского педагогического института.
В 1990—2006 годы преподавал в Запорожском техническом университете, профессор кафедры украиноведения. В 2006 году вышел на пенсию.

## Научная деятельность
В 1977 году защитил кандидатскую диссертацию. Профессор (1991).
Основное направление исследований — проблемы концепции высшего образования. Автор более 100 научных работ, 7 монографий.

### Избранные труды
- Дидактические проблемы подготовки учительских кадров: тез. науч.-практ. конф., 27-28 сентября 1988 г. / под ред. Ю. В. Иващенко, А. Н. Ломакович. — Тернопіль : ТДПИ, 1988.
- Іващенко Ю. В. Виконавець чи творець : [деякі роздуми про хід реформи вищої школи ректора ТПІ ім. Я. Галана] // Радянська освіта. — 1990.
- Іващенко Ю. В. Інститут на шляху перебудови : [з виступу ректора Ю. В. Іващенка на пленарному засідані наук.-практ. конф.] // Студентський вісник. — 1988.
- Іващенко Ю. В. На старті пошуку : [про перебудову діяльності Тернопільського педінституту] // Початкова школа. — 1989. — № 3.
- Иващенко Ю. В. Учитель на завтра: опыт, проблемы, поиски решений / под ред. А. И. Комаровой. — Тернополь : ТГПИ, 1991.
- Іващенко Ю. В. Хто господар в інституті : [про реконструкцію, будівництво, зміцнення матеріальної бази ТПІ ім. Я. Галана] // Вільне життя. — 1986.
- Учитель на завтра: Перестройка. Решили — делаем : [беседа с ректором Тернопольского пед. ин-та Ю. Иващенко] // Советский Союз. — 1988. — № 3.

## Награды
- орден «Знак Почёта» (1977)
- медали[5].

## Комментарии
1. ↑  По другим данным[3] — в 1978 году.